# Пронино (Шатурский район)
Про́нино — деревня в Шатурском муниципальном районе Московской области, в составе сельского поселения Пышлицкое. Расположена в юго-восточной части Московской области. Входит в культурно-историческую местность Ялмать. Деревня известна с 1637 года.
Население — 30 чел. (2013).

## Название
В писцовой книге Владимирского уезда 1637—1648 гг. и в материалах Генерального межевания 1790 года упоминается как деревня Пронинская, в более поздних письменных источниках — Пронино или Пронина. В двух источниках XIX века у деревни появляется второе название, так на межевой карте Рязанской губернии 1850 года обозначена как Пронина (Надеева), а в сборнике статистических сведений по Рязанской губернии — Пронино (Залужье). В XX веке за деревней закрепилось название Пронино.
Название связано с Проня, разговорной формой мужских имён Прохор, Прокопий или Прокл. Историческое наименование Залужье по расположению за деревней Лужи (ныне Маврино).

## Физико-географическая характеристика

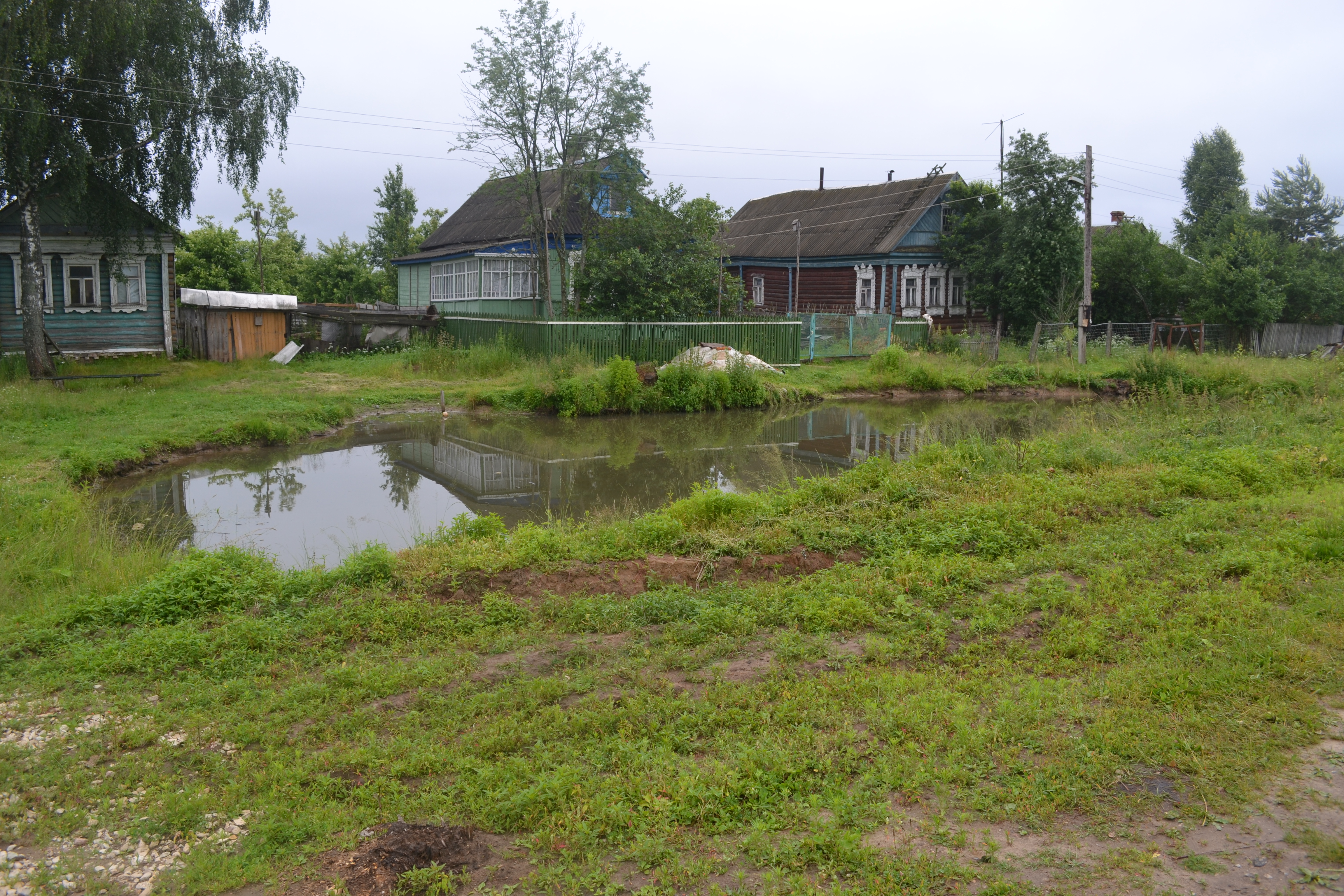
Пруд в деревне Пронино

Деревня расположена в пределах Мещёрской низменности, относящейся к Восточно-Европейской равнине, на высоте 117 м над уровнем моря. Рельеф местности равнинный. В 1 км к западу от деревни протекает река Ялма. Берег Ялмы напротив деревни носит название Исады, а лес, произрастающий вокруг, — Вищур. К востоку от Пронино находится урочище Кокорица (Кукорица).
По автомобильной дороге расстояние до МКАД составляет около 167 км, до районного центра, города Шатуры, — 67 км, до ближайшего города Спас-Клепики Рязанской области — 26 км, до границы с Рязанской областью — 10 км. Ближайший населённый пункт — деревня Маврино, расположенная в 1 км к северо-востоку от Пронино.
Деревня находится в зоне умеренно континентального климата с относительно холодной зимой и умеренно тёплым, а иногда и жарким, летом. В окрестностях деревни распространены торфянисто- и торфяно-подзолистые и дерново-подзолистые почвы с преобладанием суглинков и глин.
В деревне, как и на всей территории Московской области, действует московское время.

## История

### С XVII века до 1861 года
В XVII веке деревня Пронино входила в Тереховскую кромину волости Муромское сельцо Владимирского уезда Замосковного края Московского царства. Первым известным владельцем деревни был Дмитрий Константинович Скобельцын, представитель дворянского рода Скобельцыных. В 7145 (1636/37) году деревня была дана в поместье юрьевцу Ивану Леонтьевичу Катчикову. В писцовой книге Владимирского уезда 1637—1648 гг. Пронино описывается как деревня на суходоле с двумя дворами, при деревне имелись пахотные земли среднего качества и сенокосные угодья: «Деревня Пронинская на суходоле, а в ней двор бобыль Кондрашко Васильев. Двор пуст крестьянина Ивашки Иванова, бежал безвестно во 146 году. Пашни паханые, середние земли двенадцать чет, да лесом поросло четырнадцать чет с полуосьминою в поле, а в дву по тому ж; сена около поль и по реке по Ялме пятьдесят копен».
После смерти Ивана Катчикова его поместье унаследовали его сыновья Семён и Савелий. Впоследствии род Катчиковых пресёкся и их владения достались Фёдору Андреевичу Мещёрскому, внуку Семёна Ивановича Катчикова по материнской линии. Имение Ф. А. Мещёрского наследовал его сын Ипполит.

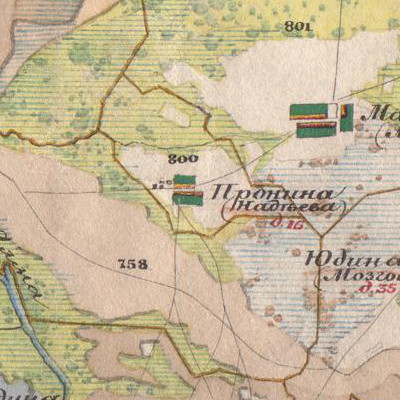
Деревня Пронино на карте 1850 года

В результате губернской реформы 1708 года деревня оказалась в составе Московской губернии. После образования в 1719 году провинций деревня вошла во Владимирскую провинцию, а с 1727 года — во вновь восстановленный Владимирский уезд.
В 1778 году образовано Рязанское наместничество (с 1796 года — губерния). Впоследствии вплоть до начала XX века Пронино входило в Егорьевский уезд Рязанской губернии.
В Экономических примечаниях к планам Генерального межевания, работа над которыми проводилась в 1771—1781 гг., деревня описана следующим образом: «Деревня Пронинская Григорья Иванова сына Кривского (5 дворов, 17 мужчин, 16 женщин). На суходоле, земля иловатая, хлеб и покосы средственны, лес дровяной, крестьяне на пашне».
В последней четверти XVIII века деревня принадлежала капитан-командору флота Григорию Ивановичу Кривскому, в 1797 году — гвардии сержанту Петру Алексеевичу Кривскому и коллежскому советнику Николаю Андреевичу Кривскому. В 1812 году деревней владели Пётр Кривский и титулярный советник Александр Щербинин.
По данным X ревизии 1858 года, деревня принадлежала коллежской секретарше Варваре Александровне Моллер и статской советнице Софье Сергеевне Олив.
По сведениям 1859 года Пронино — владельческая деревня 1-го стана Егорьевского уезда по левую сторону Касимовского тракта, при колодцах.
На момент отмены крепостного права владельцами деревни были помещики Шкот и Олив.

### 1861—1917
После реформы 1861 года из крестьян деревни было образовано два сельских общества, которые вошли в состав Дерсковой волости.
В 1885 году был собран статистический материал об экономическом положении селений и общин Егорьевского уезда. В обоих сельских обществах деревни было общинное землевладение. Земля была поделена по ревизским душам. Переделы мирской земли (пашни и луга) происходили редко — в общине крестьян, бывших помещика Шкот передел был только один раз в 1873 году, а в другой общине изменений не было с 1862 года. У крестьян Шкота был только дровяной лес, который шёл на отопление жилья; в общине Олив леса не было, в связи с чем крестьянам приходилось покупать дрова. В селении имелась глина, которую не использовали. Надельная земля в обеих общинах находилась в двух участках, отделённых один от другого чужими владениями. Сама деревня была расположена с краю надельной земли. Длина душевых полос от 12 до 25 сажень, а ширина от 1 до 2 аршин. Кроме надельной земли, у крестьян Шкота имелась также купчая земля.
Почвы были суглинистые и иловатые, пашни — низменные, сырые. Покосы по полям и около болот. Община крестьян Олив за пользование угодьями крестьян Шкота платила в год 7 рублей. В деревне было два пруда и почти у каждого двора колодцы с хорошей водой. Своего хлеба не хватало, поэтому его покупали в селе Спас-Клепиках и Дмитровском Погосте. Сажали рожь, овёс, гречиху и картофель. У крестьян было 26 лошадей, 48 коров, 219 овец, 41 свинья, плодовых деревьев не было, пчёл не держали. Избы строили деревянные, крыли деревом и железом, топили по-белому.
Деревня входила в приход села Фрол (Радушкино). Главным местным промыслом было вязание сетей для рыбной ловли, которым занимались исключительно женщины. Кроме того, женщины из общины крестьян Шкота занимались драньем коры в лесу. Почти все мужчины были плотниками. В общине Олив были также печники. На заработки уходили в Серпухов, Тулу, Москву и другие города, некоторые оставались в Егорьевском уезде.
По данным 1905 года в деревне был кирпичный завод. Ближайшее почтовое отделение и земская лечебница находились в селе Дмитровский Погост.

### 1917—1991
В 1919 году деревня Пронино в составе Дерсковской волости была передана из Егорьевского уезда во вновь образованный Спас-Клепиковский район Рязанской губернии. В 1921 году Спас-Клепиковский район был преобразован в Спас-Клепиковский уезд, который в 1924 году был упразднён. После упразднения Спас-Клепиковского уезда деревня передана в Рязанский уезд Рязанской губернии. В 1925 году произошло укрупнение волостей, в результате которого деревня оказалась в укрупнённой Архангельской волости. В ходе реформы административно-территориального деления СССР в 1929 году деревня вошла в состав Дмитровского района Орехово-Зуевского округа Московской области. В 1930 году округа были упразднены, а Дмитровский район переименован в Коробовский.
В 1930 году деревня Пронино входила в Мавринский сельсовет Коробовского района Московской области.
В начале 30-х годов в деревне был организован колхоз «Трудолюбие», впоследствии — им. Кирова. Известные председатели колхоза: Сизов (1932 год), Рубцов (1934 год), Орлов П. Я. (1935—1937 гг.), Крылов И. И. (сентябрь 1937—1942 гг.), Сазонов (1946—1950 гг.).
Во время Великой Отечественной войны в армию были призваны 79 жителей деревни. Из них 28 человек погибли, 16 пропали без вести. Четверо уроженцев деревни были награждены боевыми орденами и медалями:
- Гоголев Иван Романович (1914 г.р.) — призван в 1941 году, служил в 466-м отдельном батальоне, демобилизован в 1945 году в звании ефрейтора, был награждён орденом Отечественной войны II степени, медалями «За оборону Москвы», «За отвагу», «За боевые заслуги», «За взятие Кёнигсберга» и «За победу над Германией»;
- Кученин Степан Иванович (1924 г.р.) — призван в 1942 году, служил в 772-м зенитном артиллерийском полку, демобилизован в 1947 году в звании старшего сержанта, был награждён орденом Отечественной войны II степени, медалями «За отвагу», «За взятие Будапешта» и «За победу над Германией»[29];
- Тумин Иван Егорович (1926 г.р.) — призван в 1943 году, служил в 6-м отдельном полку связи, демобилизован в звании младшего сержанта, был награждён орденом Отечественной войны II степени и медалью «За отвагу»[30];
- Кученин Пётр Илларионович (1921 г.р.) - призван в 1940 году, служил в 26 Гвардейской отдельной краснознамённой артиллерийской бригаде БМ РГК, демобилизован в 1945 году в звании гвардии ефрейтора, был награжден орденом Красной звезды[31], медалями "За освобождение Праги", "За победу над Германией", орденом Отечественной войны II степени.

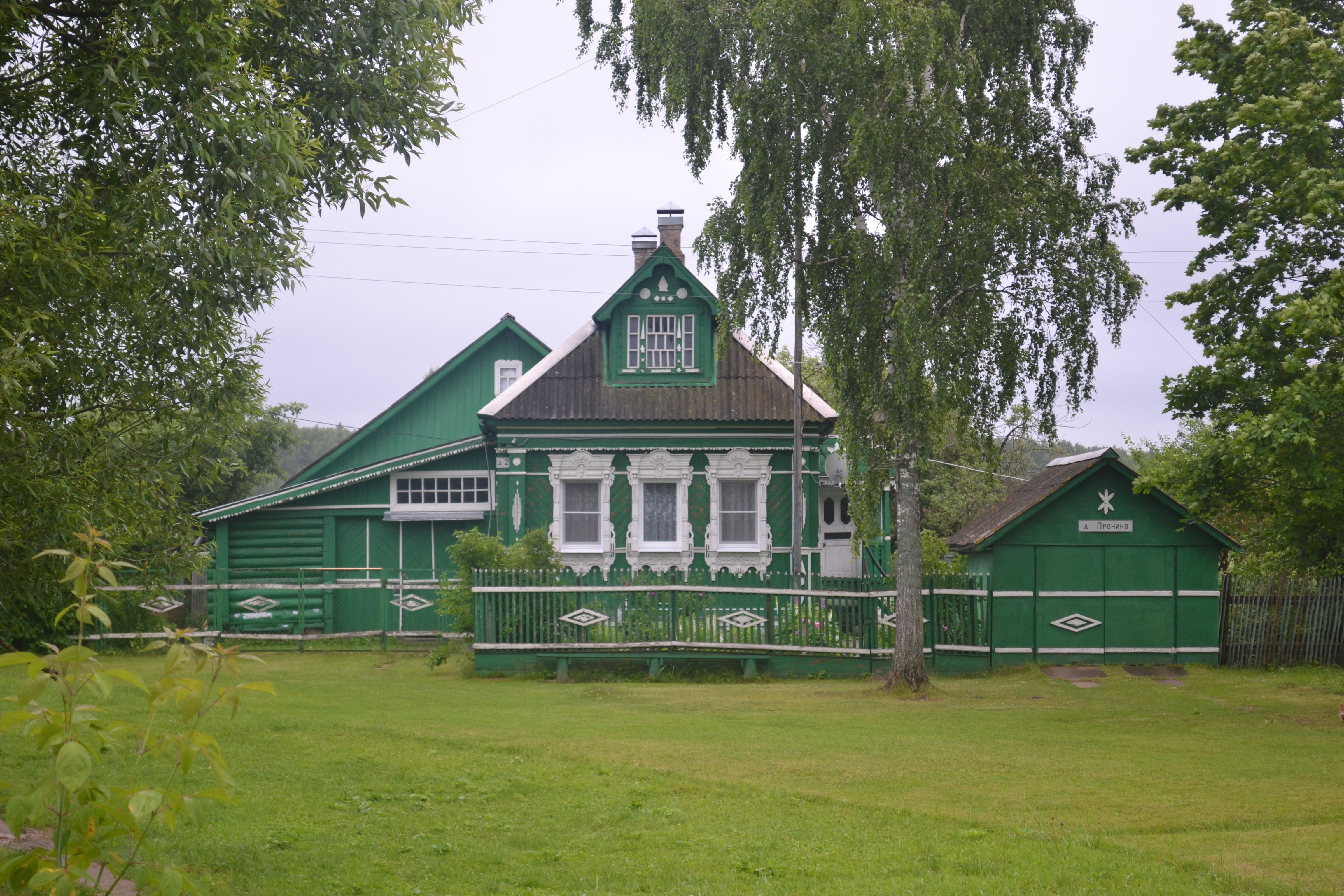
Дом в деревне

В 1951 году было произведено укрупнение колхозов, в результате которого деревня Пронино вошла в колхоз им. Кирова.
В 1954 году Мавринский сельсовет был упразднён, а деревня вошла в состав Дубасовского сельсовета. В 1959 году деревня была передана из упразднённого Дубасовского сельсовета в Пышлицкий сельсовет.
3 июня 1959 года Коробовский район был упразднён, Пышлицкий сельсовет передан Шатурскому району.
В 1960 году был создан совхоз «Пышлицкий», в который вошли все соседние деревни, в том числе Пронино.
С конца 1962 года по начало 1965 года Пронино входило в Егорьевский укрупнённый сельский район, созданный в ходе неудавшейся реформы административно-территориального деления, после чего деревня в составе Пышлицкого сельсовета вновь передана в Шатурский район.
До 1977 года дети из деревни Пронино посещали школу в деревне Маврино.

### С 1991 года
В феврале 1992 года из Пышлицкого сельсовета выделен Белоозёрский сельсовет, в состав которого вошло Пронино. В 1994 году в соответствии с новым положением о местном самоуправлении в Московской области Белоозёрский сельсовет был преобразован в Белоозёрский сельский округ. В 2004 году Белоозёрский сельский округ был упразднён, а его территория включена в Пышлицкий сельский округ. В 2005 году образовано Пышлицкое сельское поселение, в которое вошла деревня Пронино.

## Население
| 1790 | 1812 | 1858 | 1859 | 1868 | 1885 | 1905 |
| ---- | ---- | ---- | ---- | ---- | ---- | ---- |
| 33   | ↗86  | ↗129 | →129 | ↘128 | ↗172 | ↗262 |
| 1993 | 2002 | 2006 | 2010 | 2011 | 2013 |      |
| ↘41  | ↘32  | ↘23  | ↗25  | ↗27  | ↗30  |      |

Первые сведения о жителях деревни встречаются в писцовой книге Владимирского уезда 1637—1648 гг., в которой учитывалось только податное мужское население (крестьяне и бобыли). В деревне Пронинской было два двора: один бобыльский двор, в котором проживал один бобыль, и один пустующий крестьянский двор (крестьянин числился в бегах).
В переписях за 1790, 1812, 1858 (X ревизия), 1859 и 1868 годы учитывались только крестьяне. Число дворов и жителей: в 1790 году — 5 дворов, 17 муж., 16 жен.; в 1812 — 86 чел.; в 1850 году — 16 дворов; в 1858 году — 62 муж., 67 жен.; в 1859 году — 25 дворов, 64 муж., 65 жен.; в 1868 году — 22 двора, 62 муж., 66 жен.
В 1885 году был сделан более широкий статистический обзор. В деревне проживало 168 крестьян (39 дворов, 80 муж., 88 жен.), из 34 домохозяев пятеро имели две и более избы. Кроме того, в деревне проживала 1 семья, не приписанная к крестьянскому обществу (1 мужчина и 3 женщины, имели свой двор). На 1885 год грамотность среди крестьян деревни составляла 13 % (22 человека из 168), также 4 мальчика посещали школу.
В 1905 году в деревне проживало 262 человека (39 дворов, 126 муж., 136 жен.). Со второй половины XX века численность жителей деревни постепенно уменьшалась: в 1993 году — 54 дворов, 41 чел.; в 2002 году — 32 чел. (12 муж., 20 жен.).
По результатам переписи населения 2010 года в деревне проживало 25 человек (11 муж., 14 жен.), из которых трудоспособного возраста — 8 человек, старше трудоспособного — 14 человек, моложе трудоспособного — 3 человека.
Жители деревни по национальности русские (по переписи 2002 года — 100 %).
Деревня входила в область распространения Лекинского говора, описанного академиком А. А. Шахматовым в 1914 году.

## Социальная инфраструктура
Ближайшие предприятия торговли расположены в посёлке санатория «Озеро Белое». Там же находятся обслуживающие жителей деревни дом культуры, библиотека и отделение «Сбербанка России». Медицинское обслуживание жителей деревни обеспечивают Белоозёрская амбулатория, Коробовская участковая больница и Шатурская центральная районная больница. Ближайшее отделение скорой медицинской помощи расположено в Дмитровском Погосте. Среднее образование жители деревни получают в Пышлицкой средней общеобразовательной школе.
Пожарную безопасность в деревне обеспечивают пожарные части № 275 (пожарные посты в селе Дмитровский Погост и деревне Евлево) и № 295 (пожарные посты в посёлке санатория «Озеро Белое» и селе Пышлицы).
Деревня электрифицирована и газифицирована. Центральное водоснабжение отсутствует, потребность в пресной воде обеспечивается общественными и частными колодцами.
Для захоронения умерших жители деревни, как правило, используют кладбище, расположенное около посёлка Фрол. До середины XX века рядом с кладбищем находилась Покровская церковь, в состав прихода которой входила деревня Пронино.

## Транспорт и связь

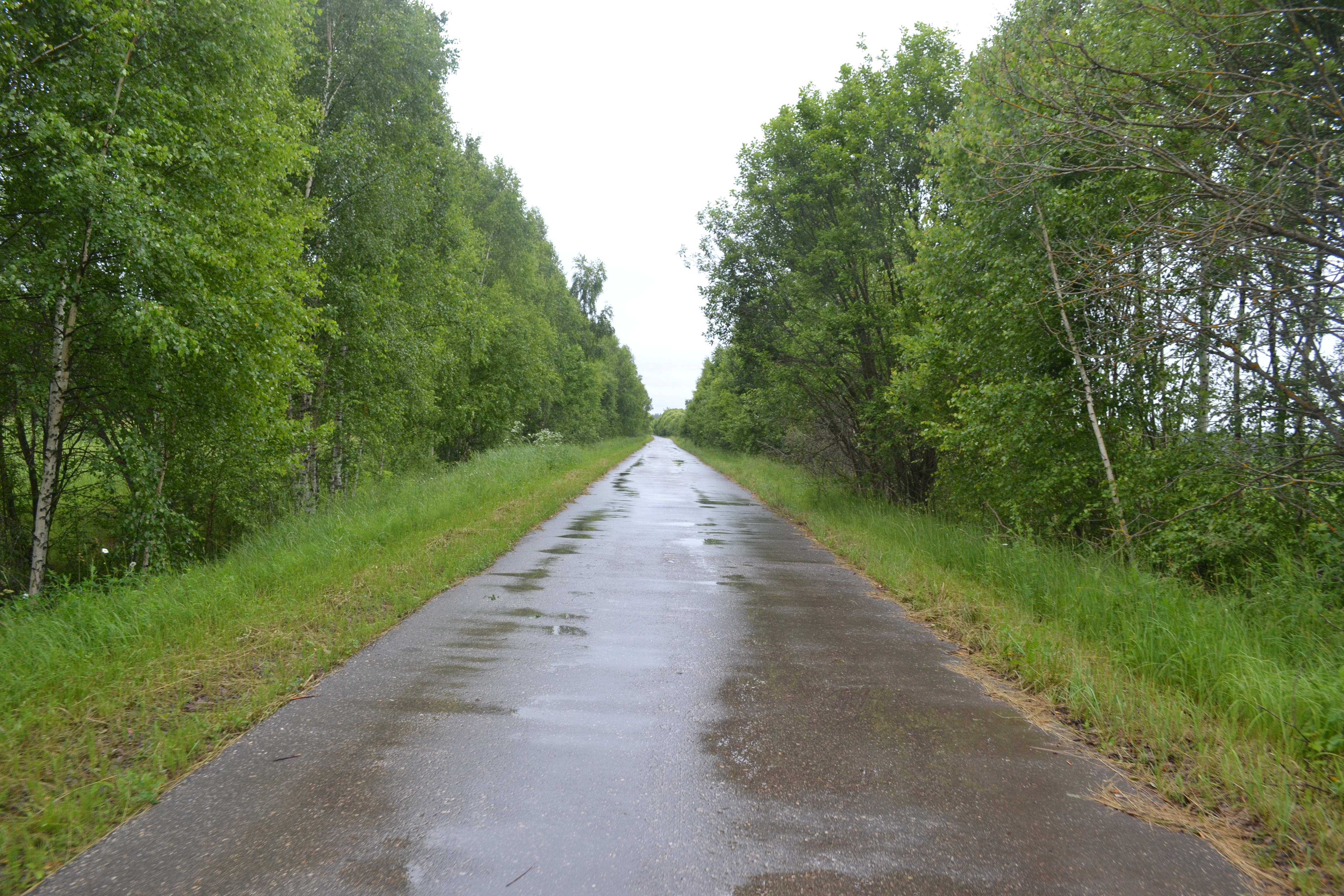
Дорога к деревне

В 2 км от деревни проходит асфальтированная автомобильная дорога общего пользования Дубасово-Сычи-Пышлицы, на которой имеется остановочный пункт маршрутных автобусов «Маврино».
От остановки «Маврино» ходят автобусы до села Дмитровский Погост и деревни Гришакино (маршрут № 40), а также до города Москвы (маршрут № 327, «Перхурово — Москва (м. Выхино)»). Ближайшая железнодорожная станция Кривандино Казанского направления находится в 56 км по автомобильной дороге. Прямые автобусные маршруты до районного центра, города Шатуры, и станции Кривандино отсутствуют.
В деревне доступна сотовая связь (2G и 3G), обеспечиваемая операторами «Билайн», «МегаФон» и «МТС».
Ближайшее отделение почтовой связи, обслуживающее жителей деревни, находится в посёлке санатория «Озеро Белое».